# M/S Michael Sars
M/S Michael Sars är ett åländskt skolfartyg som uppkallats efter den norske marinbiologen Michael Sars.
Hon byggdes 1979 som forskningsfartyg för det norska Havforskningsinstituttet i Bergen, då en del av Fiskeridirektoratet. Hon såldes 2003 och är sedan 2005 skolfartyg på Åland och används idag av Ålands sjöfartsutbildningen på gymnasie- och högskolenivå, samt för fortbildning av yrkesverksamma.
M/S Michael Sars ägs av Landskapet Åland och som redare fungerar Alandica Shipping Academy (f.d. Ålands sjösäkerhetscentrum).

## Bilder

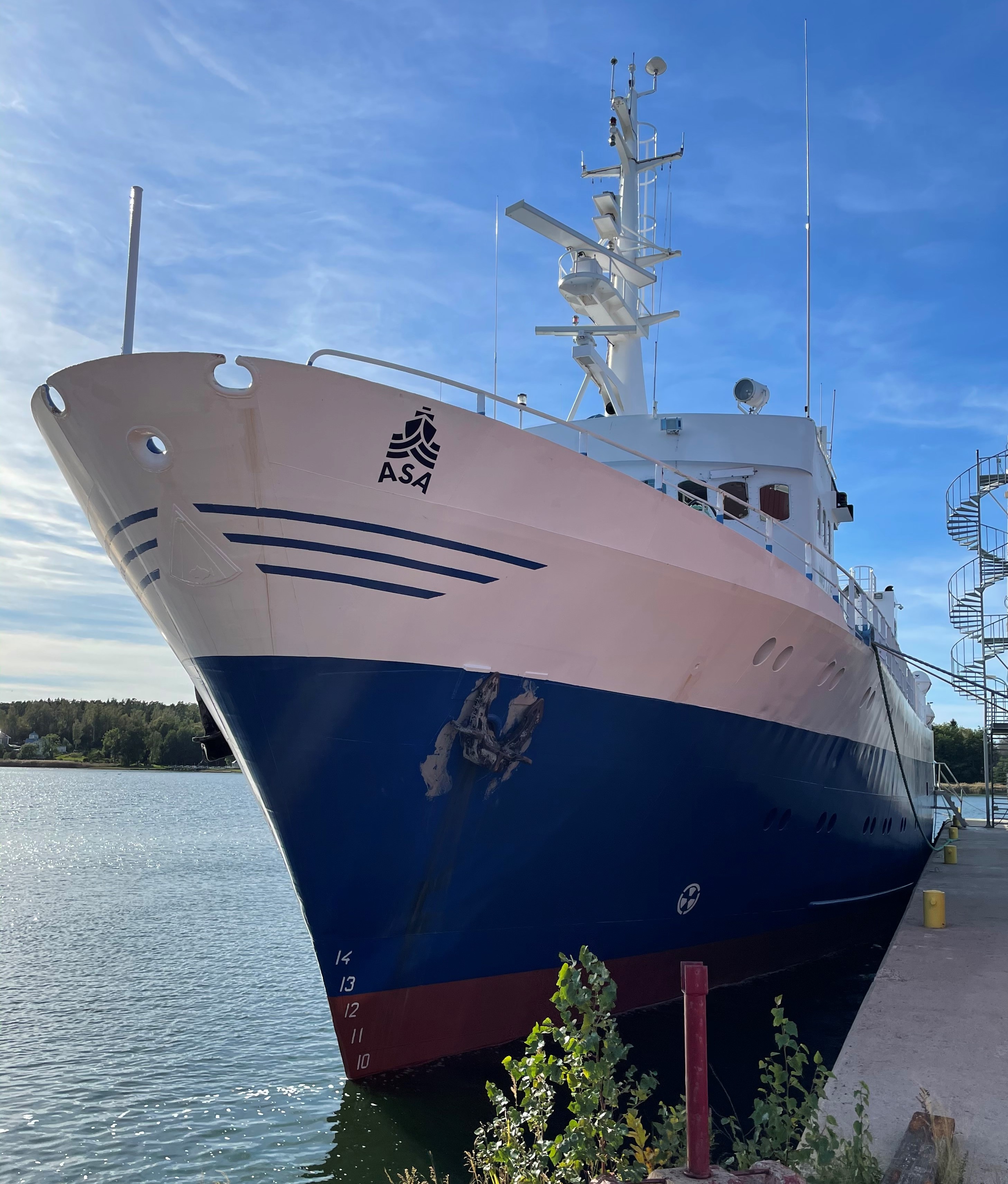
M/S Michael Sars i Mariehamn
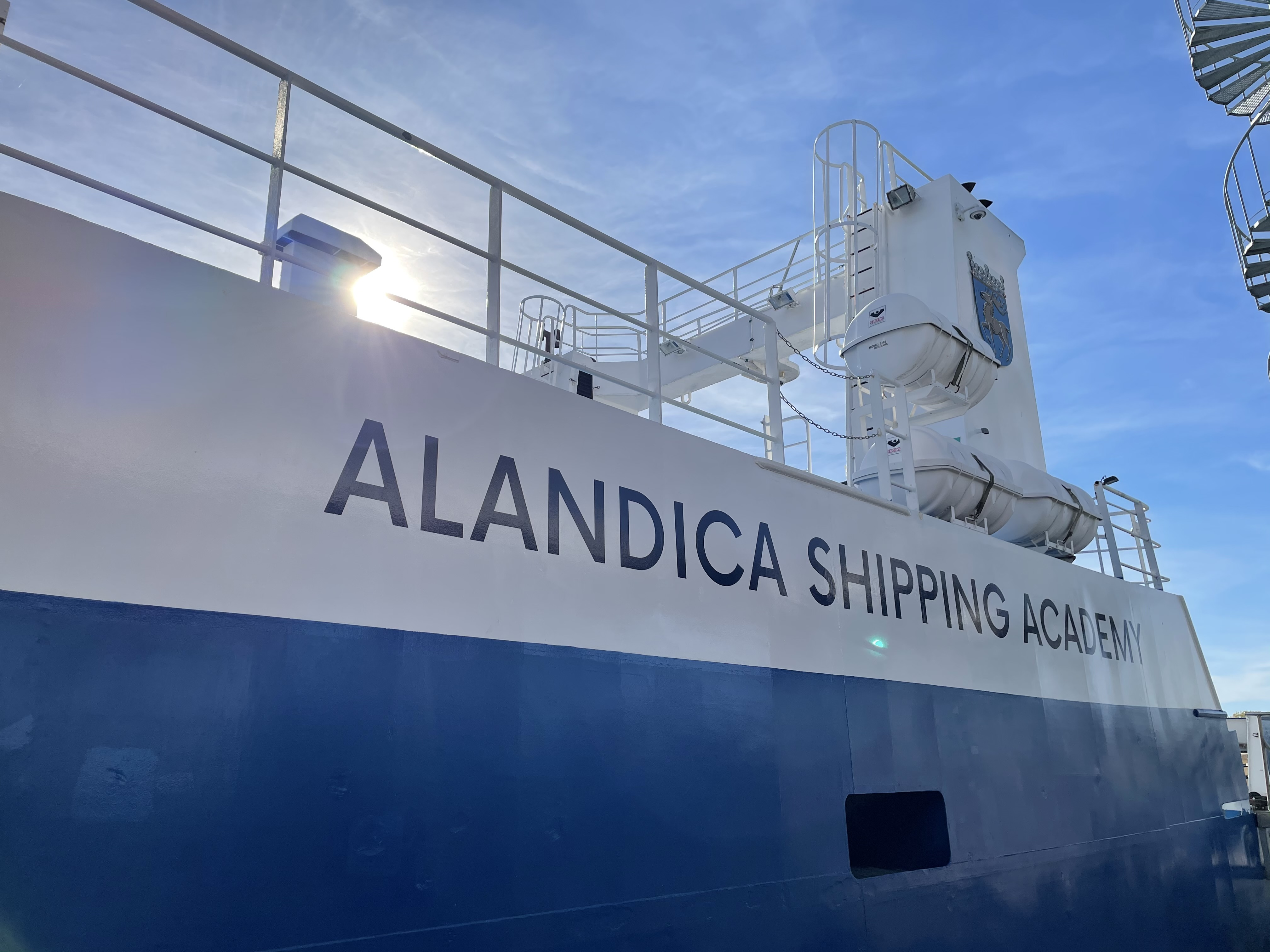
M/S Michael Sars används av Alandica Shipping Academy
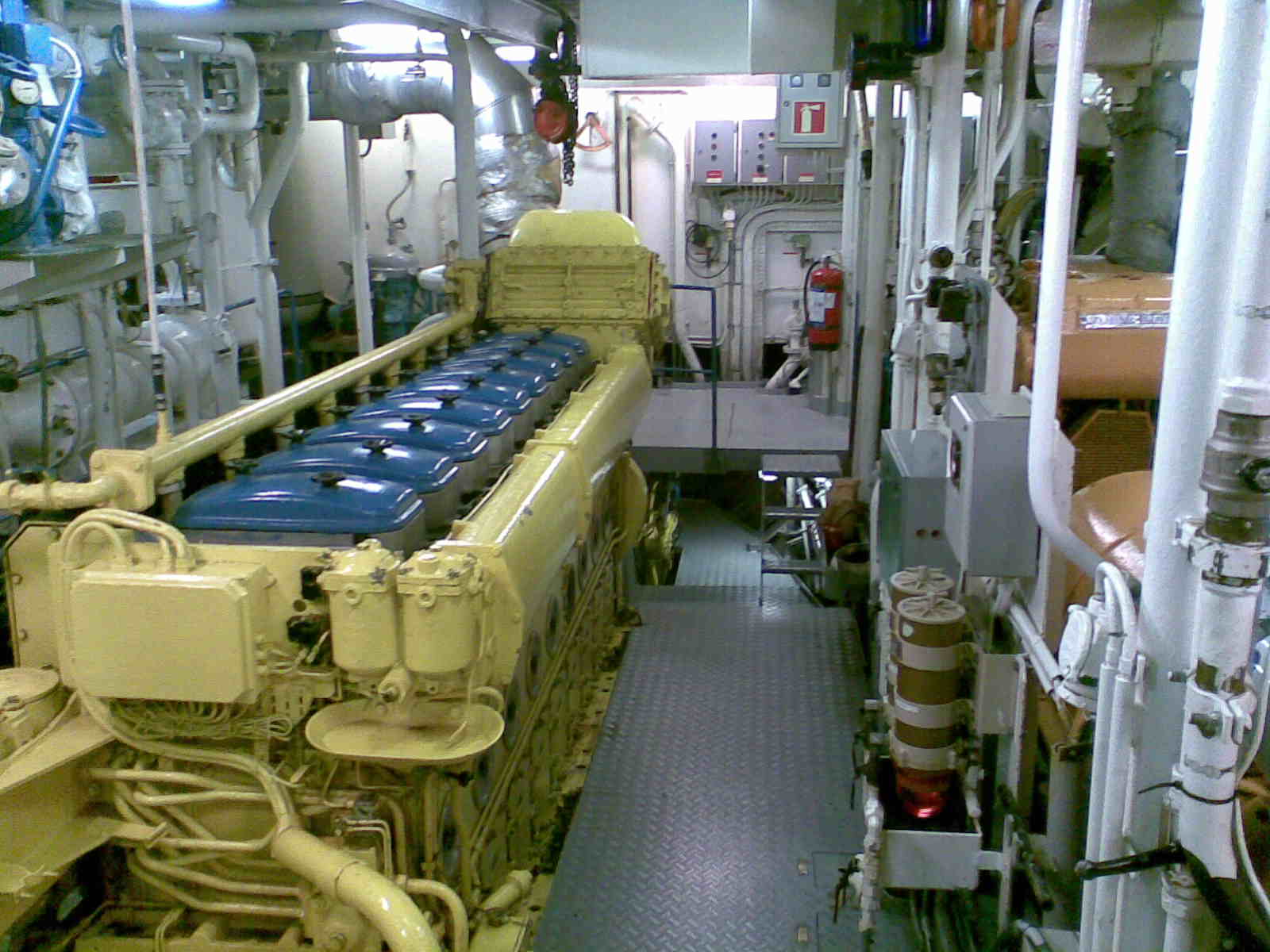
Maskinrummet på M/S Michael Sars